# Juan Carlos Chamy
Juan Carlos Chamy Chacoff (Santiago de Chile, 20 de marzo de 1981) es un ex deportista chileno que compitió en vóleibol y vóleibol playa. Ingeniero comercial de profesión, actualmente se desempeña como director de Comercial, Mercadeo y Comunicaciones de los Juegos Panamericanos Santiago 2023.

## Trayectoria deportiva
Es uno de los precursores del vóleibol playa en Chile y, en dupla con Mauricio Recabarren, lograron internacionalizar la disciplina al lograr la primera clasificación de la selección chilena a unos Juegos Panamericanos, en Río de Janeiro 2007.
Sus inicios deportivos fueron en básquetbol y a los 12 años comenzó a practicar vóleibol, integrándose al Club Providencia y recibiendo sus primera nominación a un combinado nacional en categoría juvenil. Tras combinar el piso y playa, finalmente decantó por el segundo a contar de 2004.
Además, fue parte de los primeros Juegos Suramericanos Playa en Montevideo 2009. También participó en Sudamericanos específicos, Circuitos Sudamericanos y la Continental Cup, clasificatoria a los Juegos Olímpicos Londres 2012.
En el plano local, siempre junto a Recabarren, lograron los títulos de 2005, 2006, 2007 y 2008 del circuito organizado por la Federación de Vóleibol de Chile. En la última corona coincidieron con los inicios de la dupla de Marco y Esteban Grimalt, que posteriormente alcanzaron el primer oro panamericano para Chile en la disciplina, en Lima 2019. 